# Jean de Mirecourt
Jean de Mirecourt, también conocido como Monachus Albus («el monje blanco») (Mirecourt, Lorena, siglo XIV), fue un clérigo cisterciense y filósofo. Fue discípulo de Guillermo de Ockham y sufrió la censura por parte del papa Clemente VI.

## Biografía
Se sabe más bien poco de la vida de Jean de Mirecourt. Su nombre puede indicar que sería originario de la villa de Mirecourt, en el ducado de Lorena. Enseñó en el colegio bernardino de París y se hizo conocido por sus ideas teológicas y filosóficas hacia 1345. Se le atribuye un comentario de las Sentencias de Pierre Lombard, del que publicó dos ediciones. La primera de ellas fue objeto de críticas por parte de un benedictino llamado Johannes Normanus. Mirecourt respondió mediante una declaración en la que explicaba el sentido de sus proposisiones. A pesar de ello, con el mandato de la facultad de Teología de París, el rector Robert de Bardis condenó cuarenta y una de las proposiciones del comentario de Mirecourt sobre las sentencias. Este intentó justificarse, pero fue en vano y finalmente el papa Clemente VI lo censuró en 1347, tras lo cual no se sabe más de él. Apoyándose en el hecho de que Mirecourt no habría sido un doctrinario inflexible, el historiador estadounidense Roy van Neste sostiene que las rivalidades profesionales y académicas provendrían de ciertos miembros de la facción nominalista, estando aquí el origen de su condena.

## Pensamiento

### Influencias

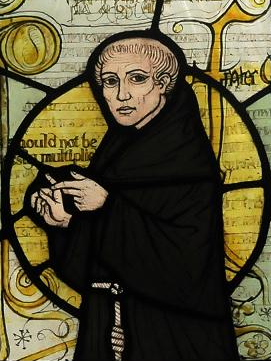
Guillermo de Ockham, según una vidriera en la iglesia de Surrey.

Mirecourt habría sido sobre todo influenciado por las ideas de Nicolás d'Autrecourt, Guillermo de Ockham y, en menor grado, de Gregorio de Rímini. Es posible que también haya tenido la influencia de Thomas Bradwardine. Prácticamente todos los grandes pensadores occidentales de la época de Mirecourt adoptaron en cierta medida los postulados del nominalismo y Mirecourt no fue una excepción. Estuvo especialmente próximo al nominalismo radical de Nicolas d'Autrecourt, quien tuvo que quemar sus propios escritos en 1347.

### Conocimiento e intuición
Mirecourt consideraba que sólo hay dos vías de conocimiento cierto: (1) el principio de no contradicción y (2) la intuición inmediata de nuestra propia existencia. Las verdades más ciertas que nos es dado conocer proceden de la primera vía de conocimiento, o de todos los juicios analíticos que se deducen de ella. Mirecourt distingue dos tipos de prueba para este tipo de conocimiento: (1) la prueba particular y (2) la prueba natural. La prueba particular se deriva del principio de no contradicción, mientras que la prueba natural es la que se deriva de la experiencia. Mirecourt considera que la prueba natural es menos cierta que la prueba particular porque Dios, al ser omnipotente, puede obrar milagros, es decir, accidentes ajenos a la experiencia.
El filósofo mexicano Mauricio Beuchot sostiene que fue su rígida creencia en un plan divino lo que llevó a la censura a Mirecourt: sostenía que todo lo que ocurre en el mundo físico o moral depende enteramente de la voluntad divina. Esta es una opinión audaz, ya que implicaba que Dios es responsable no sólo del bien, sino también del mal en este mundo. Era totalmente contraria a la doctrina generalmente aceptada de la época de un Dios bueno. Mirecourt postulaba que el hombre no puede resistirse a ciertas tentaciones (incluida la atracción por una mujer casada) sin un milagro divino. Si el acto se lleva a cabo porque no se ha producido ningún milagro, Mirecourt opinaba que no hay que hablar ni de adulterio ni de pecado.
Mirecourt es conocido sobre todo por su teoría del infinito. Se interesó especialmente por las especies y los diferentes grados de perfección. Dios posee el más alto grado de perfección, pero todas las criaturas son infinitamente inferiores a él. Por eso, según Mirecourt, es imposible dar una medida de los diferentes grados de perfección: sólo podemos ordenar las especies según su rango relativo.

### Nominalismo y epistemología
A Mirecourt se le suele clasificar como nominalista y seguidor de Guillermo de Ockham. Sin embargo, Mirecourt rechaza la idea del conocimiento intuitivo imperfecto, lo que le distingue claramente del pensamiento de Ockham, aunque los puntos de vista epistemológicos de ambos coinciden en lo esencial: ambos describen el conocimiento abstracto e intuitivo en términos similares, y creen que todo conocimiento comienza con la intuición sensible. Ambos distinguen entre juicio y simple percepción. Por último, ambos afirman la necesidad de una estrecha relación entre el conocimiento y su objeto.